# Lemony Snicket's: A Series of Unfortunate Events
Lemony Snicket's: A Series of Unfortunate Events, Game Boy Advance-spel, släppt 2004.
Vann kategorin "Mest störande speltitel" i Club Nintendo Awards 2004.